# Архитектура и градостроительство Казани
Являясь одним из старейших и крупнейших городов России, Казань располагает большим количеством исторических и архитектурных памятников, а также рядом известных современных сооружений.

## Древняя Казань
Древнейшая Казань возникла в начале X века как укреплённая булгарская крепость и располагалась на северо-восточной оконечности кремлёвского холма — вершине мыса, образованного террасой левых берегов Волги и Казанки. После монгольского нашествия 1236 года начинается постепенное возвышение Казани, чему способствовал отток булгарского населения из разорённой Батыем столицы Волжской Булгарии города Булгар. В это время южнее кремлёвского холма появляется неукреплённый посад.
После распада Золотой Орды Казань становится центром Казанского ханства. Кремль времён Казанского ханства достигает ¾ современной площади и имеет стены, сложенные из дубовых брёвен в виде срубов, засыпанных внутри землёй и камнями. Посад обносится деревянной стеной. Планировка улиц имела запутанный характер и концентрировалась к Кремлю.
После падения Казанского Ханства Казань начинает перестраиваться. В 1556 году в Казань прибывают 200 псковских каменщиков, возглавляемых Постником Яковлевым и Иваном Ширяем. К 1568 году были построены 13 каменных башен и значительная часть стен кремля. Ныне белокаменный Кремль, самый южный образец псковского архитектурного стиля в России, включён в свод объектов Всемирного наследия ЮНЕСКО. Он включает в себя одну из самых высоких в Европе падающую башню Сююмбике, Спасскую башню, Благовещенский собор (старейший православный храм в Среднем Поволжье) и многие другие исторические объекты. В 1996—2005 гг. на территории Кремля возведена мечеть Кул Шариф по приближенному подобию некогда бывшей там главной мечети ханства. У Кремля до настоящего времени сохранились административные функции — в нём находятся резиденция Президента Татарстана, его аппарат и канцелярия.
В XVII веке происходит возведение новых крепостных и посадских стен, появляются новые казанские слободы — Горшечная, Кирпичная, Суконная Засыпкина, Солдатская, Красная. К концу XVII века относится старейший и единственный памятник гражданской архитектуры в Казани — дом владельца суконной мануфактуры Михляева. В конце XVII века в камне выстроено здание Гостиного двора.
В начале XVIII века в Казани возводится ряд ярких зданий, выдержанных в стиле русского барокко — Петропавловский собор ((нарышкинское барокко)), Покровский храм и колокольня церкви Николы Нисского. С 1767 года в Казани начинает работать архитектор В. И. Кафтырев, который составил первый регулярный план Казани (1768 год). По его проектам в Казани было построено несколько десятков административных, культовых и жилых сооружений. Среди зданий построенных до 1774 года — здание Казанского духовного училища, комплекс Адмиралтейской конторы, церковь Четырёх Евангелистов, дом Осокина. В 1774 году город занимается войсками Е. Пугачёва, а Кремль подвергается осаде. После ухода пугачёвцев большая часть города, особенно его посад, сгорела. Это трагическое для жизни города событие открывает дорогу его коренному преобразованию, по предложенному ранее В. И. Кафтыревым, плану. Согласно ему предусматривался рост города с запада на восток, и с севера на юг и сочетание веерной и прямоугольной планировочной систем. Центральной точкой оставался Кремль, от которого радиально отходили широкие улицы (Проломная, Воскресенская, Арская). Другой направляющей линией застройки, согласно плану, стал Булак и озеро Кабан. Параллельно им были намечены улица Вознесенская, Московская, Екатерининская.
На рубеже XVIII—XIX веков в архитектуре города начинают преобладать классицизм и ампир. В этой стилистике выдержаны здания В. И. Кафтырева и Ф. Е. Емельянова, А. К. Шмидта. В 1820-30-е годы в Казань обогащается шедевром архитектуры того времени — по проекту П. Г. Пятницкого и М. П. Коринфского возводится комплекс зданий Казанского университета, а также другими видными зданиями — Родионовский институт благородных девиц, здания нынешних Национального музея, Дворянское собрание (позже — Дом офицеров, ныне Городская Ратуша). В 40-е годы XIX века в Казани начинает действовать ещё один видный архитектор — Ф. И. Петонди. Им был разработан новый план застройки города, который был утвержден в 1838 году и действовал до 1917 года. План предусматривал укрупнение городских кварталов и развитие города в южном и юго-западном направлениях.
Со второй половины XIX века в городской архитектуре распространяются элементы эклектики. Яркими примерами таких зданий являются построенная в колокольня церкви Богоявления, построенная в 1897 году архитектором Генрихом Рушем в русском стиле, главное здание железнодорожного вокзала, здания гостиниц «Казань» и «Совет», бывшее трамвайное депо на Арском поле, Алафузовский театр, Варваринская церковь, лютеранская Екатерининская церковь. Интенсивно идет застройка города, особенно татарских слобод. В Казани появляются кирпичные и деревянные здания нового типа: зрелищные, торговые, учебные, промышленные, жилые. С конца XIX века на смену эклектике постепенно приходят модерн и неоклассицизм. Наиболее заметными зданиями, построенными в этих архитектурных стилях являются Дом Мюфке, Дом Шамиля, первый кинотеатр «Иллюзион» (позже — «Родина», ныне радикально перестроен в торговый центр), номера Булгар (утрачено), здания нынешних мэрии, Национального банка.
В целом в начале XX века центр Казани имел две выраженные части городской застройки, отражающие развитие двух главных городских национальных культур. В верхней части центра, на территории современного Вахитовского района находилась русская часть исторической Казани, которая в свою очередь делилась на аристократическую и купеческую часть (здесь выделяется здание Александровского Пассажа, особняк командующего Казанским военным округом (позже — губернаторский дворец, ныне — музей изобразительных искусств, дом Ушковой, Здание Казанской художественной школы, номера и доходные дома Кекина, Черноярова, Акчуриных, Соломина-Смолина и т. д.) и рабочие окраины, зачастую лишённые благоустройства. Преимущественно на территории Приволжского и частично Бауманского районов города в районе озера Нижний Кабан и за протокой Булак, куда за посадскую стену были переселены лояльные казанцы после завоевания города Иваном Грозным, сформировался уникальный ансамбль национальной татарской архитектуры Старо-Татарской слободы, связанный с выдающимися для татарской истории и культуры именами. Недалеко от этой слободы существует также Ново-Татарская слобода — место поселения татарского рабочего и ремесленного населения, а также бывших и действующих предприятий, имеющее меньшую архитектурно-культурную ценность.

## Советская эпоха
В конце 20-х годов начинается строительство первых домов социалистической эпохи Казани. Пример таких зданий — Мергасовский дом, построенный в 1928 году по проекту архитектора Д. М. Федорова. За Казанкой в это время возникают новые промышленные районы, сконцентрированные вокруг новых промышленных предприятий. Новые промышленные предприятия возникают и на территории Ново-Татарской слободы.
1930-е годы в СССР ознаменовались появлением конструктивизма. Представители этого стиля в Казани — здания Дома печати (архитектор С. С. Пэн), корпус «А» КХТИ (ныне — КГТУ им. Кирова). Продолжает развиваться и рационалистический модерн — например, корпуса фабрики киноплёнки, построенный по проекту архитектора А. Э. Спориуса, КАПО им. Горбунова, ДК Меховщиков и прочие производственные здания. В тот же период была сооружена Арка влюблённых.
В послевоенные годы начинает преобладать сталинский ампир, ярчайшие представители этого стиля: здания химического факультета Казанского университета, Медицинского университета, театра оперы и балета, ДК Павлюхина (ныне Филармония), старого аэропорта, кинотеатра «Победа» (ныне — Дом офицеров), 5-го корпуса КАИ (ныне — КГТУ им. Туполева), научного центра РАН. Однако, планировавшееся главное в городе здание в этом стиле — напоминающий московские сталинские высотки, но меньший по размерам Дом советов — так и не было построено сначала в виду разразившейся войны, а затем из-за проблем с гидрогеологическими условиями грунтов на месте сооружения (нынешний сквер Тукая).
Со второй половины 1950-х до конца 1980-х используются решения в духе индустриализации и утилитарности: цирк, Дворец спорта, здание консерватории (ныне радикально перестроено в Большой концертный зал), главное здание речного вокзала, здания обкома КПСС (ныне — Правительства РТ) и Парламента (Госсовета) РТ, гостиница «Татарстан», физического и механико-математического факультетов Университета, ЦУМ, Татарский академический театр, Ленинский мемориал (ныне культурно-музейный центр НКЦ «Казань»), культурно-спортивный комплекс Университета (УНИКС).

## Современность
Наиболее ценными в плане исторической застройки остаются улицы: Баумана, Кремлёвская, Муштари, Карла Маркса, Габдуллы Тукая, а также Канал Булак и Площадь Свободы. Самым старым памятником гражданской архитектуры в Казани является дом Михляева, большинство же достопримечательностей относится к XIX веку.
Достоянием города также являются многочисленные культовые сооружения: церкви, мечети и синагога. В особенности выдающийся образец нарышкинского барокко Петропавловский собор построенный в 1722 году. В Казани находится одно из подворий Раифского монастыря, основанного в 1613 году.
К современным архитектурным достопримечательностям Казани принято относить мечеть Кул Шариф на вновь организованной Площади Тысячелетия, Казанский метрополитен, Кремлёвскую набережную, Театра кукол «Экият», Центр семьи «Казан», пешеходную улицу Петербургская, мост «Миллениум», КРК «Пирамида», парки Тысячелетия и Кырлай, Татнефть-Арена, Баскет-холл, два аквапарка, Казанский зооботанический сад, Храм всех религий и прочее. В 2000-е годы в городе стало популярным использование архитектурных элементов в виде башенок, куполов и шпилей, а также комплексное строительство в неоклассическом стиле — Дворец земледельцев и ЖК «Дворцовая набережная» на Дворцовой площади, ЖК "Дворцовый комплекс «Ренессанс» на площади Султан-Галиева, часть крайне эклектичного торгового центра «Кольцо», некоторые прочие здания и проекты.
В XXI веке в городе активизировалось высотное строительство. С 2008 года самым высоким в городе зданием стала 85-метровая 26-этажная гостиница «Ривьера». В 2013 году был открыт первый в городе небоскрёб высотой более 100 метров — 37-этажный жилой комплекс «Лазурные небеса». Сооружение 41-этажного многофункционального небоскрёба «Акчарлак» отложено в связи с кризисом.
На протяжении всего постсоветского Казань является лидером по жилому строительству в Поволжье и одним из лидеров в России как по государственным программам ликвидации ветхого жилья ранее и социальной ипотеке затем, так и коммерческого жилья.
Активно уплотняются существующие и строятся новые кварталы массовой жилой застройки. Появились и создаются новые жилые микрорайоны экопарк Дубрава, Солнечный город, Казань - XXI век (бывший Взлётный), Большая Крыловка, Кулон-строй и др., а также микрорайоны малоэтажной индивидуальной коттеджной застройки Казанская усадьба, Лесной городок, Ореховка и др. Деревня Универсиады до и после Универсиады-2013 используется как студенческий кампус и федеральный центр подготовки сборных команд России.

## Градостроительство
У Казани исторически наметилась и постепенно сложилась радиально-кольцевая планировка города. Однако город представляет собой не полный круг, а лишь три четверти — оставшуюся юго-западную четверть занимает река Волга. Подобная планировка продолжает развиваться согласно генеральному плану города: с 2011 года осуществляется строительство вдоль Волги замыкающего участка внутригородских Малого и Большого городских колец, а также проведено и продолжается строительство ряда вновь прорубаемых радиальных магистралей. Вокруг города с запада на юго-восток через север и восток есть незамкнутое кольцо Объездной дороги для исключения транзитного транспортного потока между магистралями М7, Р239 (Оренбургский тракт), Р242 (Сибирский тракт).
Среди микрорайонов массовой многоэтажной жилой застройки выделяются три крупнейших, имеющих значительно более чем 100-тысячное население «спальных» района — Новое Савиново, Горки, Азино. Крупнейшие из периферийных посёлков-эксклавов — Дербышки и Юдино. В городе есть также несколько десятков прочих историко-географических микрорайонов, городских слобод и посёлков.
Дербышки и Юдино, вопреки бытующему даже у некоторых казанцев убеждению, стали частями города не ради искусственного достижения миллионной численности населения города, которое произошло в 1979 г., а задолго (четыре десятилетия) до этого. В числе последних включений в черту города населённых пунктов — 14 посёлков (деревни Вознесенское, Малые Дербышки, Щербаково, сёла Акса, Борисоглебское, Большие Дербышки, Большие Клыки, Кадышево, Киндери, Кульсеитово, Малые Клыки, посёлки Голубое Озеро, Новая Сосновка и Петровский) в 1998 г., 2 посёлка (село Салмачи и деревня Вишнёвка) в 2001 г., 6 посёлков (село Константиновка, деревни Белянкино, Самосырово, Акинская Поляна, село Чебакса Высокогорского района и деревня Чернопенье Пестречинского района) в 2008 г. Предложенное и отстаивавшееся в 2003—2004 гг. администрацией мэра Казани Исхакова большее увеличение территории города за счёт присоединения крупного посёлка Васильево, его округи и промежуточных поселений не состоялось ввиду того, что эти планы встретили противодействие районных властей и не были поддержаны республиканским руководством.
В историческом центре города у Суконной слободы планируется сооружение делового квартала Метрополис. Также, на намывных территориях реки Казанка внутри города предусмотрено сооружение нового делового центра Миллениум-Зилант-Сити, для чего в предкризисные годы (2007—2009 гг.) начался намыв песка, который приостановлен в связи с кризисом и концентрацией ресурсов на строительстве объектов Универсиады-2013.
Согласно генеральному плану города, помимо реновации территорий промышленной, складской, частной и прочей малоценной застройки внутри города, на неиспользовавшихся территориях у расширяемых городских границ планируются организация новых промзон (западнее Казаньоргсинтеза, южнее Давлекеево, восточнее Казанькомпрессормаша) за счёт предприятий, выводимых из центральных частей города, и сооружение как посёлков индивидуального коттеджного строительства, так и новых больших «спальных» кварталов массовой жилой многоэтажной застройки — Заноксинский-Новое Азино (восточнее кварталов Азино и посёлка Вознесенское), Медянский-Новые Горки (юго-восточнее кварталов Горки и посёлка Салмачи), Новое Юдино-Куземетьево (на высвобождаемых и намывных территориях вдоль Волги южнее посёлков Лагерный, Аракчино, Красная Горка), Бобыльский (севернее микрорайона Жилплощадка и западнее посёлка Северный), Лучезарный (у Объездной дороги западнее посёлка Щербаково), Южный (по Оренбургскому тракту южнее РКБ).
В 2011 году в акватории Волги начато сооружение Ново-Адмиралтейской дамбы с небольшими коттеджными зонами вдоль неё от речного порта через полуостров Локомотив и насыпные острова к посёлку Аракчино. В далёкой перспективе намечено замыкание города в полный круг с выходом на правый берег Волги, присоединением посёлка Верхний Услон, застройкой его округи и сооружением нового автодорожного моста в южной части города.
Кроме того, планируется фактически безразрывным разрастание Казани за нынешней чертой города в западном направлении: Залесный — Ореховка — Васильево. Посёлок коттеджной застройки Ореховка появился на рубеже 2000-х и 2010-х годов в середине данного направления. С 2012 года по соципотечной программе начинается сооружение 100-тысячного «спального» многоэтажного города-спутника «Салават Купере» между Залесным и Ореховкой. В дальнейшем планируется также создание после Васильево 150-тысячного города-спутника «Зелёный Дол». Всё это делает возможным в будущем присоединение к Казани из её агломерации не только этих городов-спутников и Васильево, но также и 100-тысячного города Зеленодольск.